# Indonemoura javanica
Indonemoura javanica är en bäcksländeart som först beskrevs av Banks 1920.  Indonemoura javanica ingår i släktet Indonemoura och familjen kryssbäcksländor. Inga underarter finns listade i Catalogue of Life.